# Bulbine margarethae
Bulbine margarethae är en grästrädsväxtart som beskrevs av L.I.Hall. Bulbine margarethae ingår i släktet bulbiner, och familjen grästrädsväxter. Inga underarter finns listade i Catalogue of Life.